# Eugnesia suffusa
Eugnesia suffusa är en fjärilsart som beskrevs av W. Warren 1897. Eugnesia suffusa ingår i släktet Eugnesia och familjen mätare. Inga underarter finns listade i Catalogue of Life.